# ستابات
ستابات (بالإنجليزية: Stabat)‏ هي district of Indonesia تقع في إندونيسيا في Langkat Regency. يقدر عدد سكانها بـ 81,971 نسمة ومساحتها 91.2 كم2 وترتفع عن سطح البحر 4 متر.